# Norberčany
Obec Norberčany (1890–1910 též Norbertčany; německy Nürnberg) se nachází v okrese Olomouc v Olomouckém kraji. Žije zde 244 obyvatel.

## Části obce
- Norberčany
- Nová Véska
- Stará Libavá
- Trhavice

## Název
Původní jméno vesnice bylo německé Nür(e)nberg - "skalnatá hora" (Nür - "skála"), které se v němčině používalo až do 20. století. Do češtiny bylo jméno (v 17. století) převedeno nejprve v podobě Nyrberec, která byla následně zdrobněna v Nyrbereček. Napodobením jiných místních došlo k záměně zakončení na -čany a základ byl připodobněn k osobnímu jménu Norbert, k 6. září 1830 při mapování stabilního katastru uvedeno moravsky v podobě Norbrčany, což se udrželo kupříkladu i na císařských povinných otiscích téhož katastru vytištěno kamenotiskem roku 1836.

## Historie
První písemná zmínka o obci pochází z roku 1397.
Dne 31. prosince 2004 bylo z Moravskoslezského kraje k následujícímu dni včleněny do Olomouckého kraje a z okresu Bruntál do okresu Olomouc.

## Obyvatelstvo
| Rok            | 1869 | 1880 | 1890 | 1900 | 1910 | 1921 | 1930 | 1950 | 1961 | 1970 | 1980 | 1991 | 2001 | 2011 | 2021 |
| -------------- | ---- | ---- | ---- | ---- | ---- | ---- | ---- | ---- | ---- | ---- | ---- | ---- | ---- | ---- | ---- |
| Počet obyvatel | 901  | 859  | 880  | 889  | 875  | 825  | 813  | 459  | 456  | 438  | 430  | 385  | 363  | 310  | 243  |
| Počet domů     | 139  | 150  | 146  | 153  | 179  | 175  | 182  | 144  | 101  | 87   | 82   | 96   | 138  | 142  | 144  |

## Památky
- kostel svatého Antonína Paduánského

## Galerie

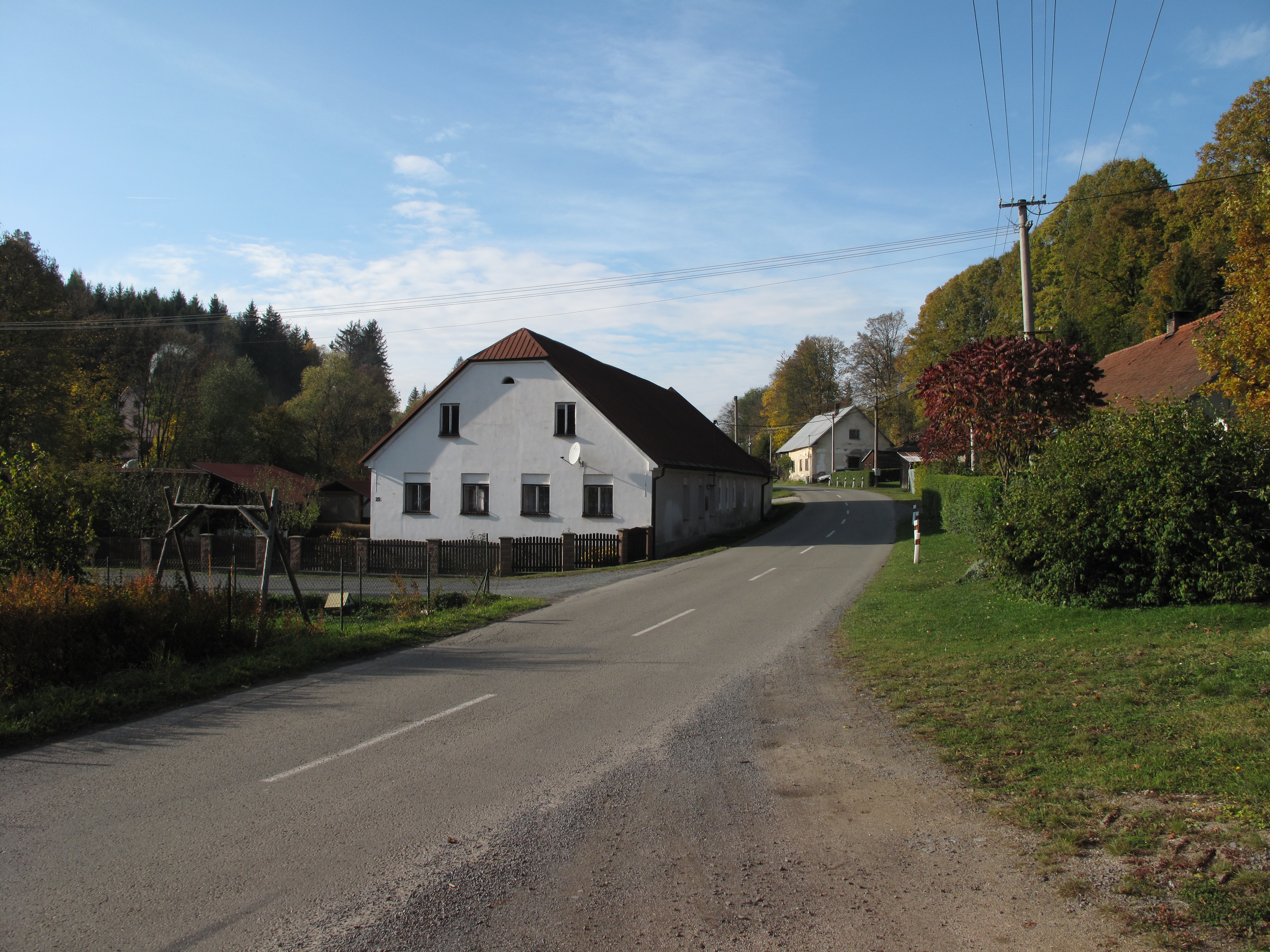
Dům
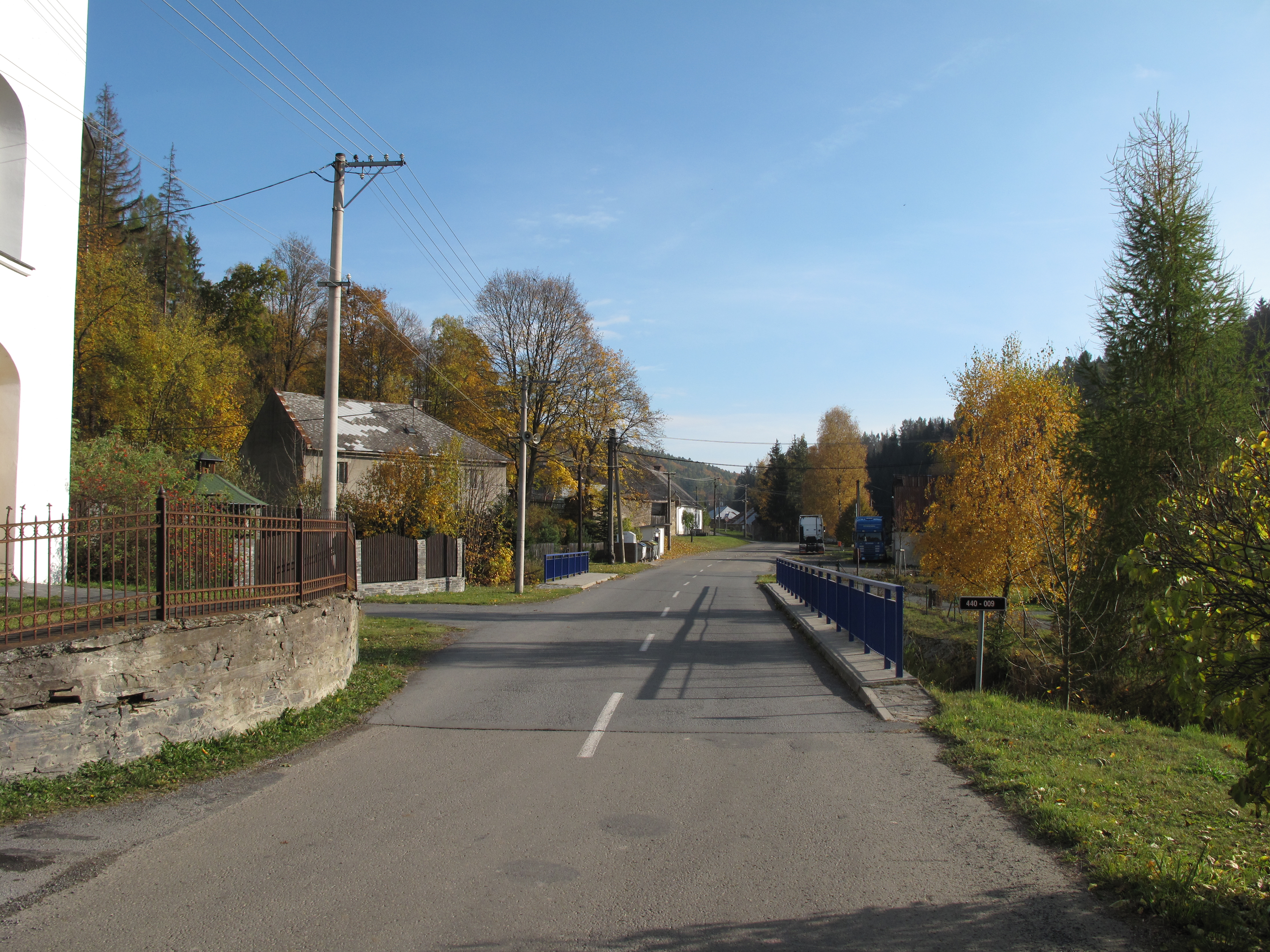
Silnice
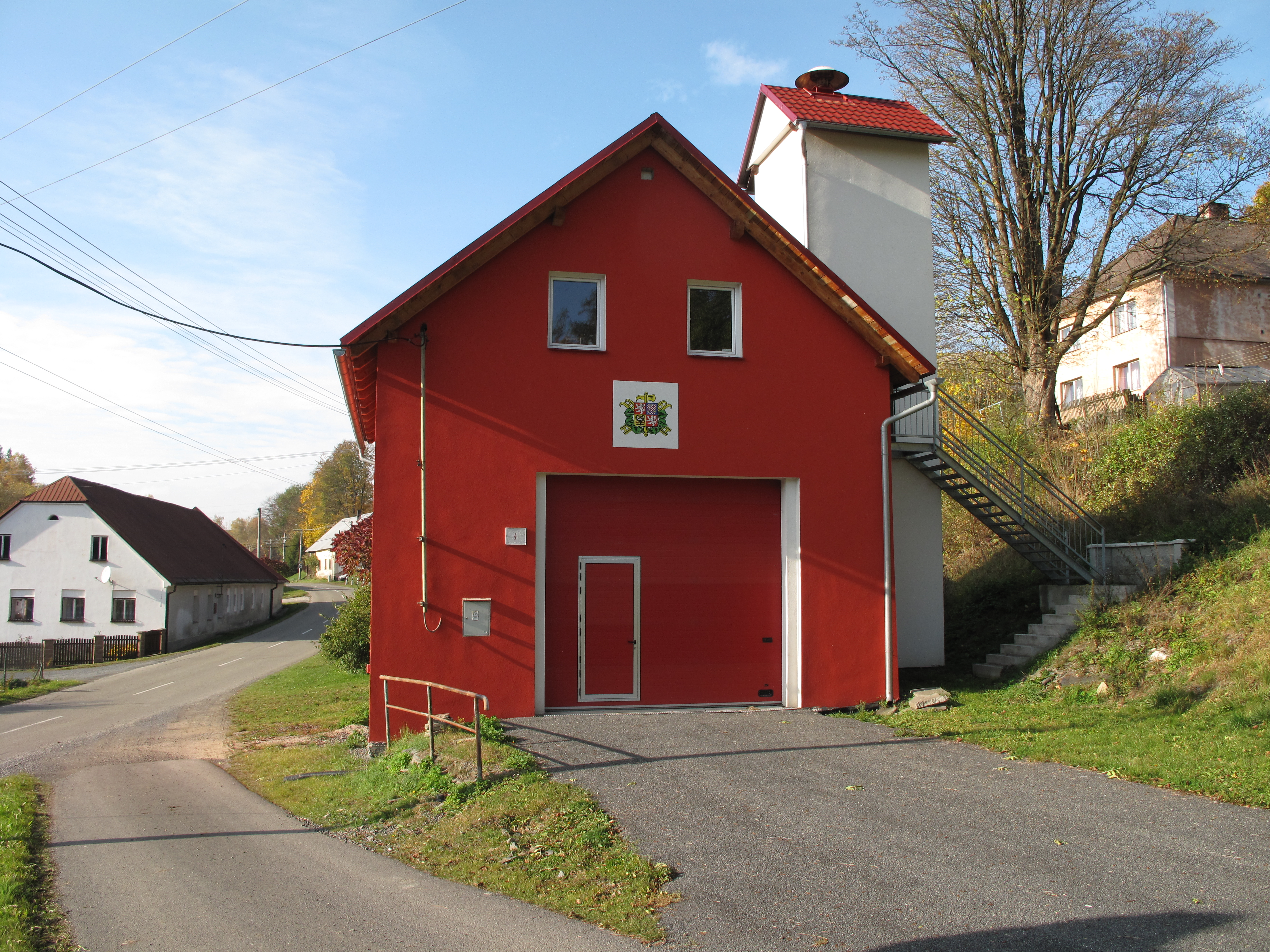
Požární zbrojnice